# Гаспар Гистав Кориолис
Гаспар-Гистав де Кориолис или Гистав Кориолис (фр. Gaspard-Gustave de Coriolis; Париз, 21. мај 1792 — Париз, 19. септембар 1843) био је математичар, инжењер механике и научник. Најпознатији је по свом раду на Кориолисовом ефекту. Кориолис је био први који је сковао термин "рад" за производ силе и растојања.
Године 1816, Кориолис је постао тутор у Политехничкој школи. Тамо је експериментисао са трењем и хидрауликом.
Године 1829, Кориолис је објавио уџбеник, Calcul de l'Effet des Machines (Рачунање ефекта машина), који је представио механику на начин на који би се она могла лако применити у индустрији. У овом периоду, установљен је прави израз за кинетичку енергију, {\displaystyle {\frac {1}{2}}mv^{2}}, као и његова веза са механичким радом.
Током наредних година, Кориолис је радио на уопштавању кинтетичке енергије и рада на ротирајуће системе. Први од његових радова, Sur le principe des forces vives dans les mouvements relatifs des machines (О принципима кинетичке енергије у релативном кретању код машина), био је предочен Француској академији наука (1832). После три године, Кориолис је написао дело које га је учинило славним, Sur les équations du mouvement relatif des systèmes de corps (О једначинама релативног кретања система тела; 1835). Кориолисови радови се не баве атмосфером нити ротацијом земље, већ преносом енергије у ротирајућим системима, као што су воденице.
Кориолисово име је почело да се појављује у метеоролошкој литератури крајем 19. века, иако термин „Кориолисова сила“ није употребљиван до почетка 20. века. Данас, име Кориолис везује се за метеорологију, али сва велика открића везана за општу циркулацију и везу између притиска и поља ветрова направљена су без знања Гаспара Гистава Кориолиса.
Кориолис је такође постао професор у Париској централној школи. Умро је са 51 годином живота у Паризу.